# Tinzouline
Tinzouline (franska: Tinzouline (CR), Tinzouline (Commune Rurale), arabiska: ترناتة) är en kommun i Marocko.   Den ligger i provinsen Zagora och regionen Drâa-Tafilalet, i den centrala delen av landet, 400 km söder om huvudstaden Rabat. Antalet invånare är 13 462.